# Åby skytteklubb
Åby Skytteklubb är en skytteförening bildad 1963 under namnet Åby Jaktskytteklubb och var då en förening för enbart jägare, senare bildades en lerduvesektion. 1994 tillkom pistolskyttet som en egen sektion i föreningen, bestående av medlemmar från dåvarande Norrköpings Flygvapenförening.
Numera bedrivs aktiviteter inom tre sektioner lerduve-, pistol- och viltmål.
Inom lerduvesektionen skjuts mest skeet. Men även lerduve-jaktstigar anordnas två gånger per år.
Inom pistolsektionen, skjuts mest precision, fält och magnumfält. År 2007 anordnade föreningen SM i magnumfältskytte.. Pistolsektionen anordnar årligen en nationell fält- och precisionstävling kallad Dvardalträffen i regel helgen innan SM i Naitonellt skytte, varför flertalet av landets bästa skyttar gästar tävlingen som ett slags genrep för SM.
Inom viltmålssektionen, tränas det mest skytte på älgskytte. Det anordnas även klubbmästerskap i rådjurs- och älgskytte.
Under perioden 2011 - 2015 gör klubben en storsatsning på ungdomsverksamheten då flertalet medlemmar är av äldre generationer och tillströmningen av yngre har varit lägre än önskat.
Åby Skytteklubbs skjutbanor ligger i Dvardala, som ligger alldeles utanför Åby strax norr om Norrköping.

## Fotnoter
1. ↑  MAGNUM-SM, Nationellt Pistolskytte, Nr 3 2007[död länk]